# پوتره
پوتره (به اسپانیایی: Putre) یک شهرستان در شیلی است که در پاریناکوتا واقع شده‌است. پوتره ۵٬۹۰۲٫۵ کیلومترمربع مساحت و ۱٬۳۶۶ نفر جمعیت دارد و ۳٬۳۷۱ متر بالاتر از سطح دریا واقع شده.